# Lindigia papillipes
Lindigia papillipes là một loài Rêu trong họ Brachytheciaceae. Loài này được (Müll. Hal. ex Hampe) Müll. Hal. mô tả khoa học đầu tiên năm 1879.